# Stephanides Károly (1904–1976)
Stephanides Károly, ifjabb (Kolozsvár, 1904. szeptember 21. – Budapest, 1976. június 16.) zeneszerző, karmester, korrepetitor, zongora- és énektanár, idősebb Stephanides Károly zeneszerző fia.

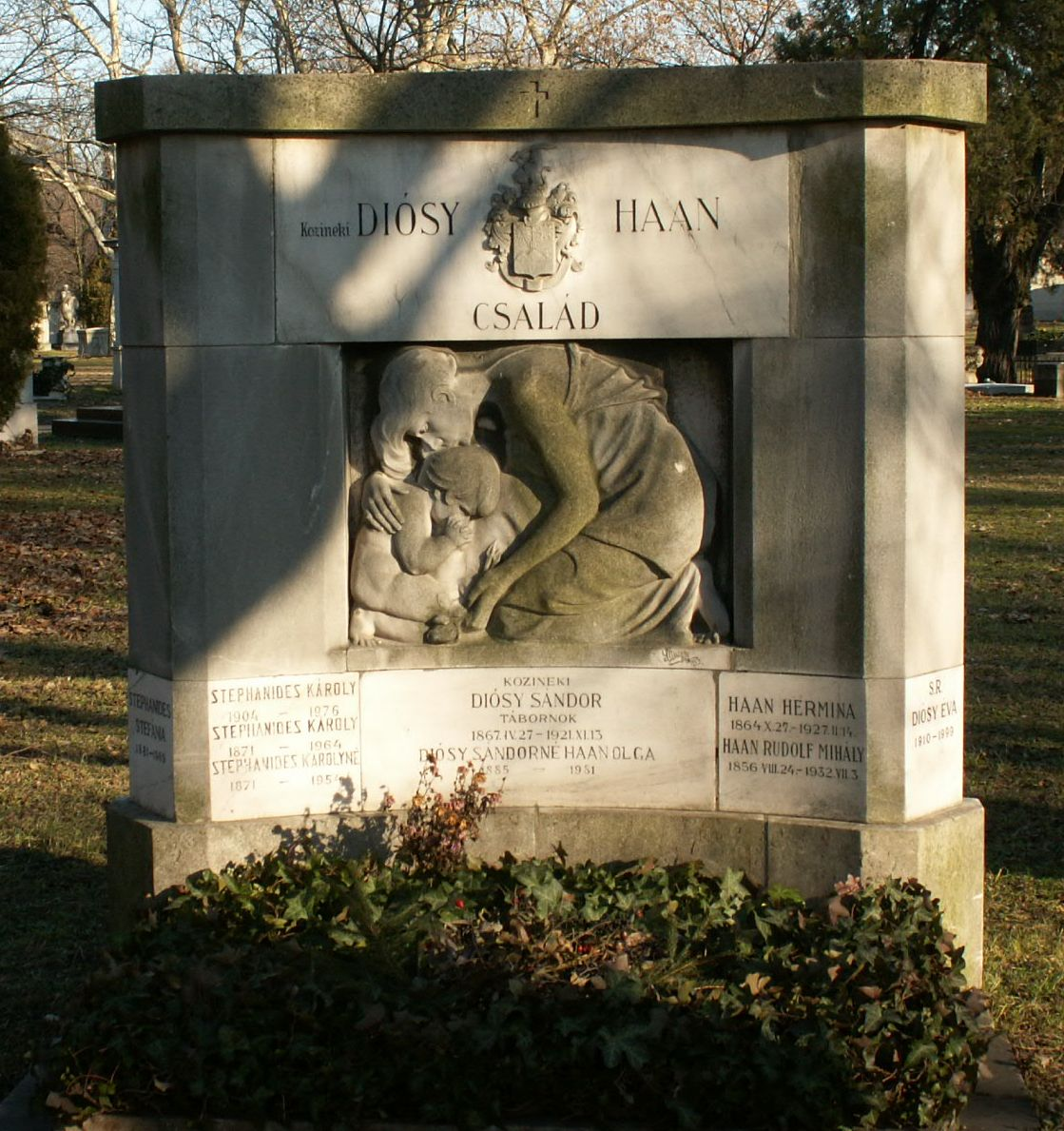
A Diósy – Haan – Stephanides – Hőnyi család sírja a Fiumei úti sírkertben. Alkotó: Lányi Dezső. (11/1-1-30)

## Pályafutása
Apja, idősebb Stephanides Károly elismert és híressé vált zeneszerző, karmester, édesanyja Zelinka Hermina voltak.
A Zeneakadémián szerzett képesítést, s az apja által a Fővárosi Operettszínházban vezényelt és vezetett zenekarban karmesterként helyettesítést is ellátott, énekesi és szólam-korrepetitori tevékenységet végzett, s szükség esetén zongorán játszott, vagy kísért. A szakmában a jó megjelenésű, képzett fiatalember apja árnyékában élt, s „Kis Stefi” néven emlegették. 
Az 1920-as évek végéig az Uránia filmszínház zenekarát vezényelte (a némafilmek alatt). Komoly hangversenyjellege volt ezeknek a zenei filmkíséreteknek. 1926-ban a berlini UFA Filmgyár és Filmszínház budapesti fiókja, az UFA, és az Uránia Filmszínház párhuzamosan adta a Friedrich Wilhelm Murnau által rendezett Faust filmet, amelyben Emil Jannings játszotta Mephistót és Ivette Guilbert Márthát. Idősebb Stephanides Károly az UFA előadásait, ifjabb Stephanides Károly az Uránia előadásait vezényelte, s mindketten „a rendelkezésre álló gazdag Faust-zeneirodalomból választották ki és saját szerzeményeikkel bővítették a kísérőzenét” neves operaénekesek, színészek éneke, szavalata mellett. Az Uránia Színházban a film előtt Demény Artúr, Szász Edith, Mály József és Benkő Miklós operaénekesek, továbbá a Palesztrina-kórus vegyeskara énekelt. A zenekart ifj. Stephanides Károly zeneigazgató vezényelte.
Vezényelt 1927/30-ban a Palace filmszínházban is, mely az Erzsébet körút 8. alatt (a New York-palotával szemben) volt található, folyamatosan, kétóránként napi négy vetítési időszakban.
1929. július 7-én egy bankigazgató lányát, Körmendi Frim Veronikát vette nőül. A világválság okozta anyagi bizonytalanság is oka lehetett, hogy házasságuk 1932-ben válással végződött.
Apjával sokat szerepelt, dolgozott együtt, ám a hangosfilm megjelenésekor egyik fő keresetét, a filmszínház-zeneigazgatói állását elvesztette. 1930-ban az Uránia Filmszínházat az UFA Berlini Filmgyárnak adták el. Zongora- és énekleckék adásával tartotta fenn egzisztenciáját. Szüleihez költözött vissza a VII. kerületi Erzsébet körút 1. szám alatti lakásba, de a nyugdíját elvesztő apa, s így szülei szintén válságos éveket éltek át ekkor. 1936-ban gyógyszer-túladagolás miatt a Rókus Kórházban kezelték.
1938-tól a Színművészeti és Filmművészeti Kamara III. Művészeti ügykezelők csoportjának tagja volt.
1939. május 21-én újra megnősült és Kozineki Diósy Sándor Szilárd (1867. április 27.–1921. november 13.) tábornok félárva leányát, Diósy Évát (anyja Haan Olga, 1885–1981) vette feleségül. Házasságukból egy leányuk született, a később angol nyelvésszé, professzorrá lett dr. Stephanides Éva, Hőnyi Edéné.
Nyughelye a Fiumei úti sírkertben (11/1-1-30) a korábban elhunyt apósa, kozineki Diósy Sándor tábornok halálakor Lányi Dezső által alkotott, és 1923-ban felavatott domborművel díszített Diósy–Haan–Stephanides–Hőnyi családi sírban található.

## Működése
Zeneszerzőként a némafilmek korszakában műsorválogatásaiba saját szerzeményeit is beleszőtte:
- A hetedik mennyország (12 felv., Janet Gaynor, Charles Farrel, színpadi részt írta Kálmán Jenő, éneklik Hajdú Eta és Gáspár Endre, zenéjét írta Stephanides Károly ifjabb). [13]
- Magyar rapszódia. írta: Székely János. Rendezte: Hans Schwarz. (Fősz.: Lil Dagover, Dita Parlo, Willy Fritsch, Báthory Gizella és Heltai Andor.) Zenekari kísérettel ellátja ifj. Stephanides Károly vezénylete mellett a Palace zenekara.[14]
- Ferkó, a modern Casanova, némafilm, burleszk. (1929)
- Chicago (1929)[15]
- Féltékenység. (Hangos filmdráma 8 felvonásban, magyar beszéddel. Rendezte: Fejős Pál. Főszereplők: Conrad Veidt, Mary Philbin, Pártos Gusztáv. Szinkronizálta: Ifj. Stephanides Károly)[16]
- Biztosítsa magát. Édes! (Vígjáték 7 felvonásban. Írta: Elinor Glyn. Főszereplő: Clara Bow. Szinkronizálta: Ifj. Stephanides Károly)[16]
- Schönbrunni orgonák. Kulinyi Ernő és Kemény Egon hangjátéka. 1937. június 29-én este 8 órakor mutatta be a rádió. Rendezte Barsi Ödön és ifj. Stephanides Károly karmester vezényelte.[17]
- A pásztor király. Énekes, zenés pásztorjáték 3 részben. A Budapest I. rádió egyórás adása. Metastasio nyomán írta Csokonai Vitéz Mihály. Rádióelőadás céljára átdolgozta György László. Zenéjét szerzette Vincze Ottó. Vezényel ifj. Stephanides Károly. Rendező Gyarmathy Sándor.[18]
- Az Isten tenyerén (1939) című film zenéjét szerezte.